# Canal du Docteur
Le canal du Docteur ou canal d'Anglure est l'une des dérivations projetées à la demande de Napoléon Ier en 1805, afin de rendre la Seine navigable jusqu'à Troyes.

## Présentation et localisation

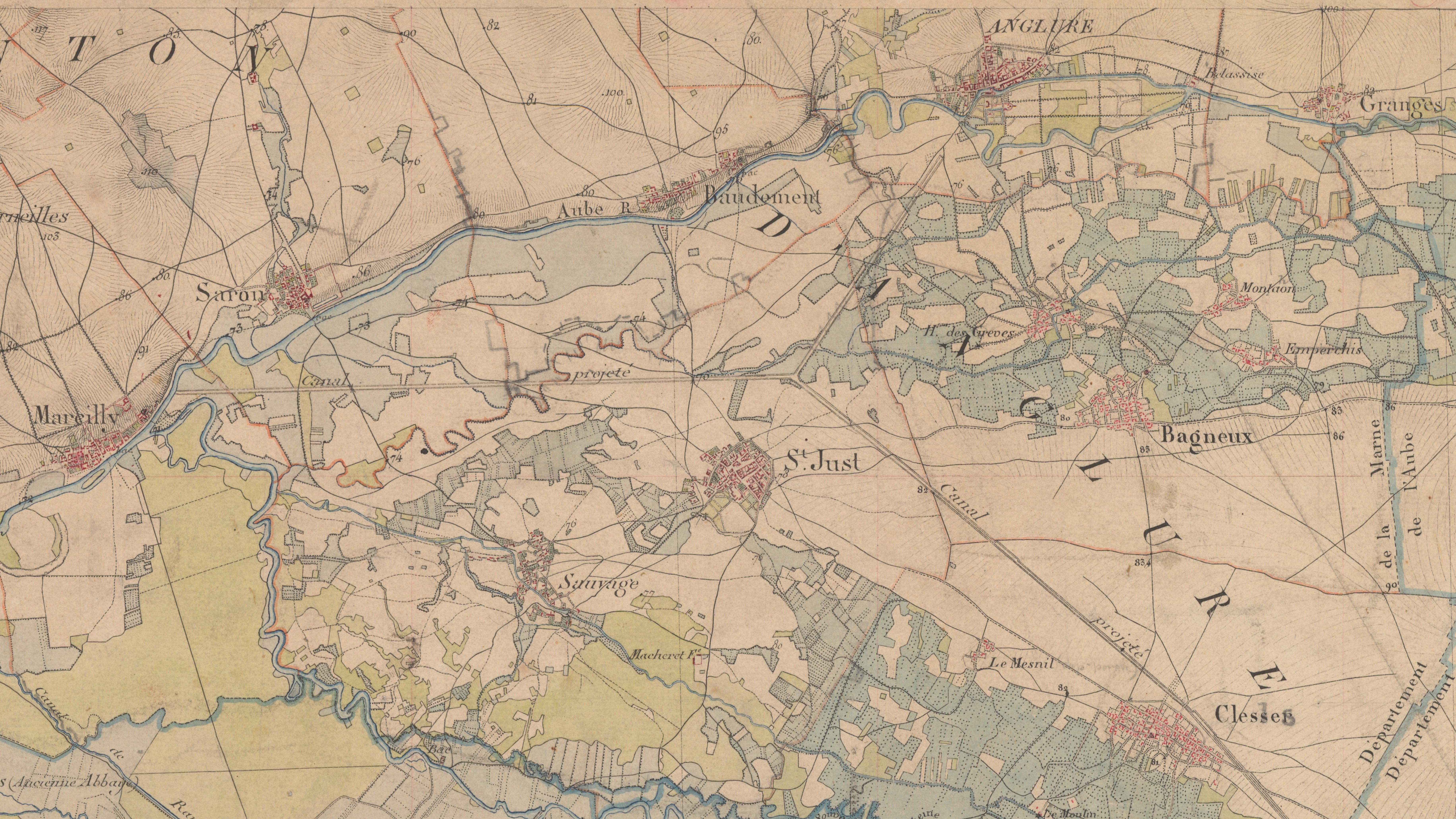
Le canal du Docteur sur la carte d'état-major de 1835.

Le canal du Docteur est situé dans le département de la Marne. Long de 2,6 km, il devait relier l'Aube en aval de l'écluse d'Anglure, au canal de la Haute-Seine en dessous de l'écluse inférieure de Saint-Just (n°14).

## Histoire
Le canal est creusé sous le 1er Empire par des prisonniers de guerre espagnols. Contribuant à l'alimentation en eau du dernier bief du canal de la Haute-Seine, il devait constituer une alternative plus aisée à la navigation sur l'Aube entre Anglure et Marcilly-sur-Seine. À la chute de l'Empire en 1814, les travaux sont suspendus puis définitivement abandonnés en 1823. L'écluse de garde ainsi que le barrage prévus à Anglure n'ont pas été construits et le canal n'a pas été raccordé à l'Aube.
Lors de l'achèvement du canal de la Haute-Seine entre 1840 et 1846, l’amélioration de la navigation sur l’Aube par Anglure n’est plus d’actualité. L'administration étudie alors un projet de canal latéral à l’Aube partant d’Arcis-sur-Aube et aboutissant au canal de la Haute-Seine en amont de l’écluse double de Saint-Just (n° 12-13). Sans utilité, le canal du Docteur est aliéné et vendu par les Domaines le 9 novembre 1851 à un médecin d'Anglure. L'usage local lui a attribué son nom actuel. Le canal latéral à l'Aube ne sera pas non plus réalisé.